# Kvote 2
Kvote 2 er et alternativ til den normale optagelsesprocedure (kvote 1) ved landets videregående uddannelser. I kvote 2 bliver ansøgerene vurderet på et andet optagelsesgrundlag end blot deres karaktersnit fra gymnasiet. De bliver også vurderet på uddannelses- og erhvervserfaring, motivation og frivillige aktiviteter. Udvælgelseskriterierne er fastlagt af det enkelte uddannelsesstedet. Nogle universiteter kræver desuden, at ansøgerne gennemfører en optagelsesprøve. Syddansk Universitet bruger f.eks. Den australsk-producerede UniTest, mens Københavns Universitet i 2020 lancerede deres egen optagelsesprøve.
Kvote 2-pladserne uddeles på baggrund af en konkret vurdering af den enkelte ansøger. Modsat kvote 1-systemet, findes der derfor ingen objektive kriterier, der sikrer ansøgerne en plads. Ansøgere kan dog forberede sig på optagelsesprøverne gennem kvote 2-kurser.
På de fleste videregående uddannelser reserveres 10% af studiepladserne til kvote 2-studerende, om end enkelte studer reserverer mere. Dette er er særligt gældende for Syddansk Universitet, der er det universitet, der optager flest kvote 2-studerende.